# Westheim (Marsberg)
Westheim ist ein Ortsteil der Stadt Marsberg im Hochsauerlandkreis in Nordrhein-Westfalen. Dieser hat knapp 1700 Einwohner. Bis zur kommunalen Neugliederung in Nordrhein-Westfalen 1975 war Westheim als Dorf selbstständig.

## Geografie
Westheim liegt 6 km östlich von Marsberg an der Bundesstraße 7 im Tal der Diemel.
Nachbarorte sind die Marsberger Kernstadt und Oesdorf, sowie auf der hessischen Seite Hesperinghausen und Orpethal.

## Geschichte

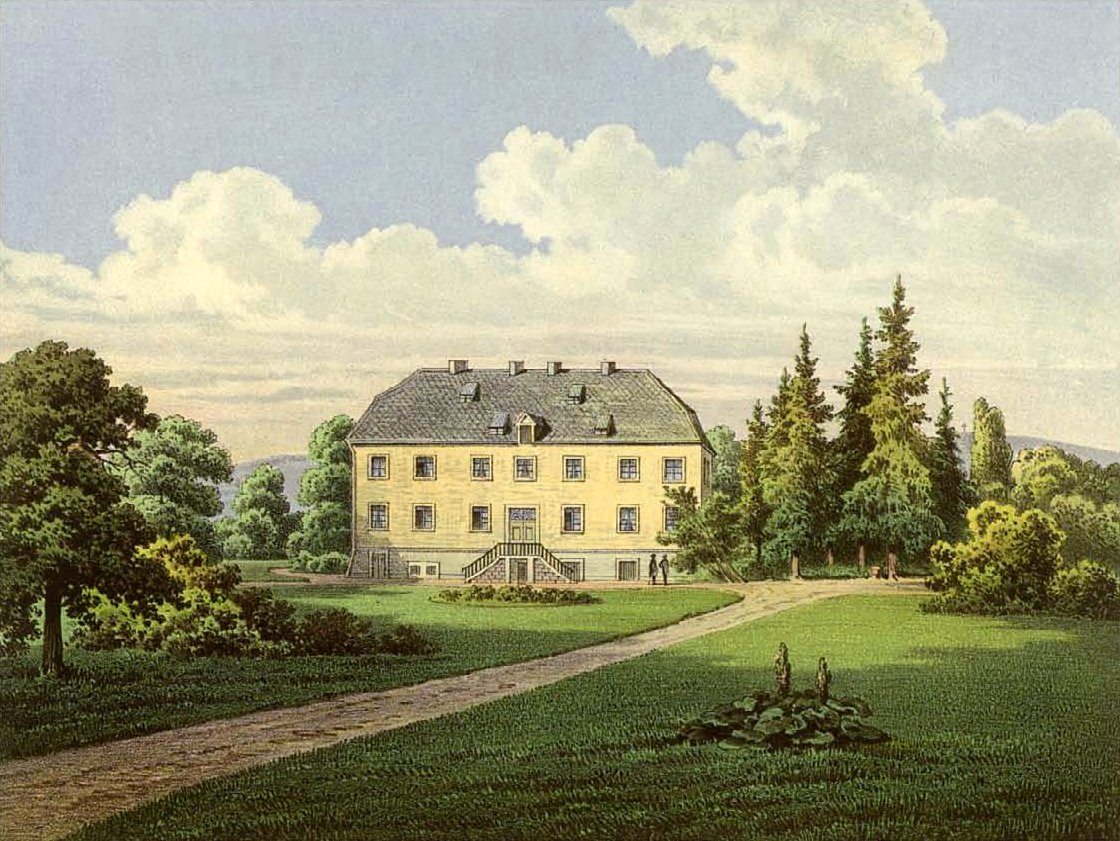
Rittergut Westheim um 1860, Sammlung Alexander Duncker

Westheim wurde 1082 in Verbindung mit den Herren von Westheim erstmals urkundlich erwähnt. Pfarrort wurde Westheim 1150 durch die Kirchengründung der Corveyer Mönche. An die Stelle der Westheimer Herren traten etwa ab Mitte des 14. Jahrhunderts die Herren von Calenberg, die bis zu ihrem Aussterben im Jahre 1813 ununterbrochen in Westheim ansässig waren. Nach mehrfachem Wechsel gelangte Westheim in den Besitz der Grafen zu Stolberg, der heutigen Familie von Twickel.
Westheim gehörte seit der Gründung zur weltlichen Herrschaft des deutschen Bistums Paderborn, ursprünglich im Herzogtum Sachsen. Ab dem 14. Jahrhundert bildete sich das Territorium Hochstift Paderborn im Heiligen Römischen Reich, darin ab dem 16. Jahrhundert zum niederrheinisch-westfälischen Reichskreis.
Die Entwicklung Westheims war geprägt durch Seuchen, Kriegseinwirkungen und Hungersnöte. Zu nennen sind hier Soester Fehde, Pest, Dreißigjähriger Krieg und Siebenjähriger Krieg, in deren Folgen große Not entstand. Während des Dreißigjährigen Krieges ging das „Unterhaus Westheim“ der Freiherren von Calenberg und mit ihm ein Teil des Dorfes in Flammen auf. Nach einer Seuche im Jahr 1813 zählte Westheim nur noch 496 Einwohner.
Bis zu den Napoleonischen Kriegen gehörte Westheim zur Frei- und Gografschaft Warburg im Oberwaldischen Distrikt des Hochstifts. 1802/03 wurde das Hochstift vom Königreich Preußen besetzt. In der napoleonischen Zeit war die Gemeinde Westheim von 1807 bis 1813 Teil des Kantons Wünnenberg im Departement der Fulda des Königreichs Westphalen. Seit 1815 gehörte Westheim endgültig zum Königreich Preußen und 1816 wurde die Gemeinde dem neuen Kreis Büren zugeordnet, in dem sie zum Amt Wünnenberg gehörte.
Im Zweiten Weltkrieg wurde am 3. Oktober 1944 das Haus Klinke-Hartmann zerstört und über 100 Häuser stark beschädigt. Auch das Dach der evangelischen Kirche wurde zerstört. Sechs Menschen wurden getötet.
Im Zuge der Kommunalen Neugliederung, die am 1. Januar 1975 in Kraft trat, wurde Westheim der Stadt Marsberg im Hochsauerlandkreis angegliedert.

## Politik

### Wappen
Blasonierung:„In Gold (Gelb) ein schreitender schwarzer Hirsch; darüber im Schildhaupt vorn eine schrägrechte grüne Weizenähre und hinten ein schräglinkes grünes Eichenblatt.“
Das Wappen wurde abgeleitet vom Wappen der einflussreichen Herrscherfamilie, der Grafen zu Stolberg, welche einen Hirsch im Wappen führten. Die Weizenähre steht für die Landwirtschaft und das Eichenblatt für die waldreiche Umgebung.

## Religion
- 1150: Pfarrort

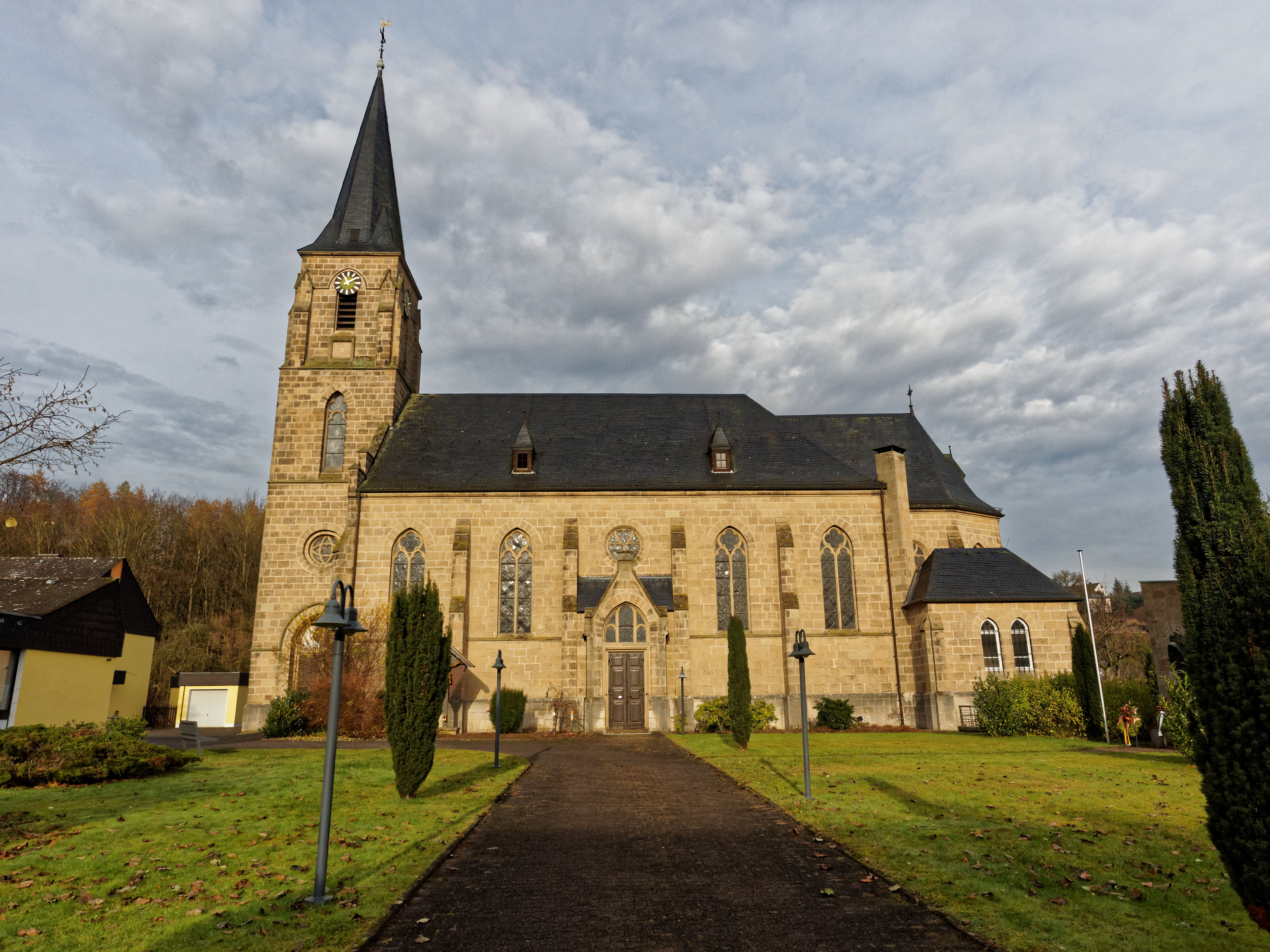
Kath. St. Vituskirche

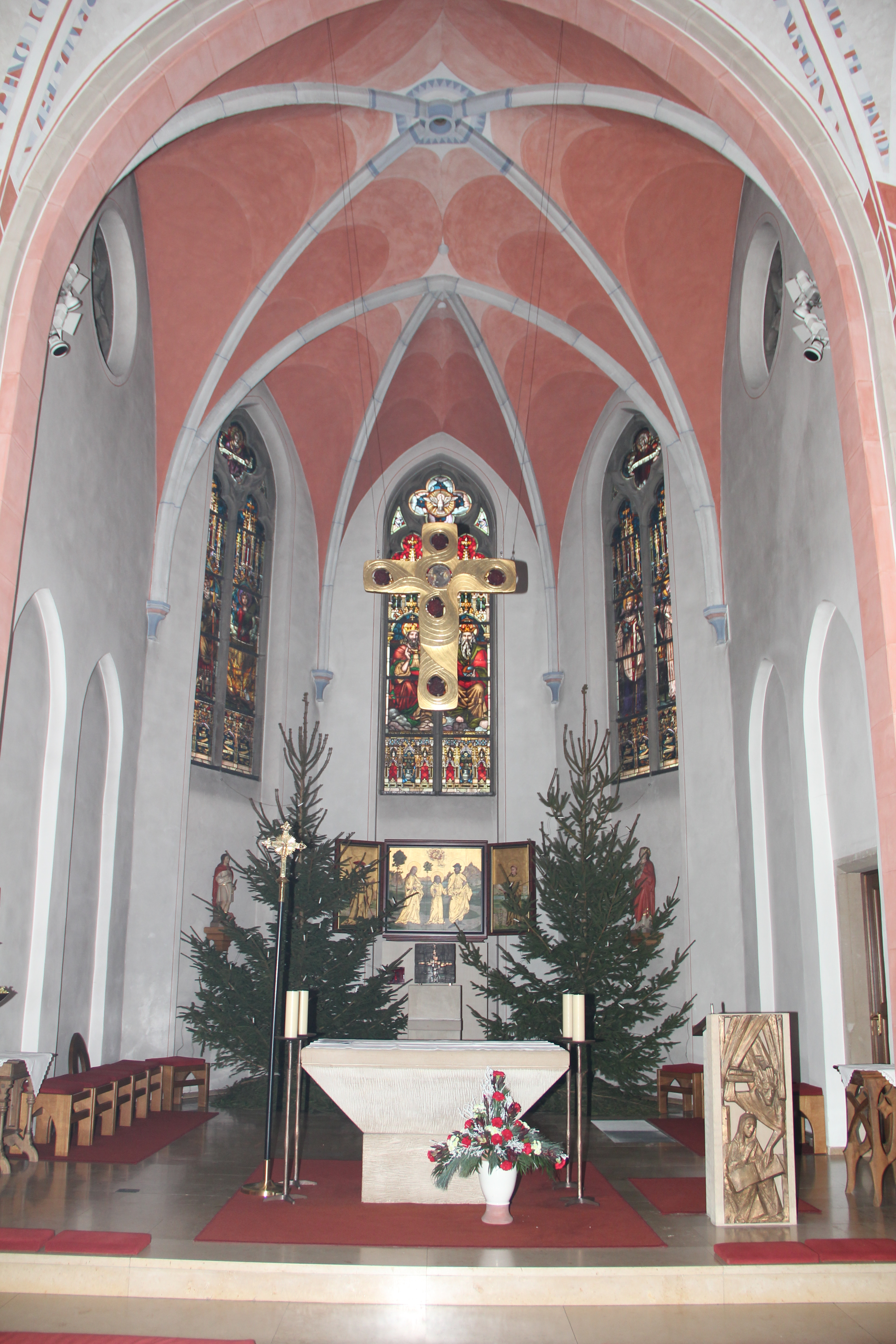
Innenansicht der St. Vituskirche

- 1688: Bau der katholischen Pfarrkirche St. Vitus
- 1856–1858: Bau der evangelischen Kirche
- 1895: Neubau der katholischen Pfarrkirche

## Kultur und Sehenswürdigkeiten

### Bauwerke
In der Liste der Baudenkmäler in Marsberg sind für Westheim fünf Baudenkmale aufgeführt, darunter
- das Gut Westheim und
- die 1894 erbaute neugotische Vituskirche.

## Sport
Der Dartverein DC Westheim besteht seit 1990. Im Jahr 2014 stieg der Verein in die höchste Nordhessische Dartliga auf.
Im August 2004 wurde der Golfplatz des TuS Westheim Golfclub eröffnet. Der zunächst als 9-Loch-Platz angelegte Kurs wurde in der Folgezeit auf 18-Loch erweitert und bietet zusätzlich einen Pay&Play-Kurzplatz mit 6 Löchern. Im Jahr 2013 wurde der Golfbereich aus dem TuS Westheim ausgegliedert. Der Golfclub Westheim e. V. betreibt die Anlage nun in Eigenregie.

## Wirtschaft und Infrastruktur

### Verkehr

#### Straßenverkehr
Durch den Bau der Straße Bredelar-Warburg, die 1831 fertiggestellt wurde, bekam Westheim Anschluss ans Straßennetz. In den Jahren ab 1966 wurde die A 44 von Kassel nach Dortmund gebaut. 1972 wurde das Teilstück, welches an Westheim vorbeiführt, dem Verkehr übergeben. Westheim liegt in unmittelbarer Nähe der Auffahrt Marsberg/Diemelstadt. Die Auffahrt wurde im Dezember 2006 freigegeben.

#### Schienenverkehr

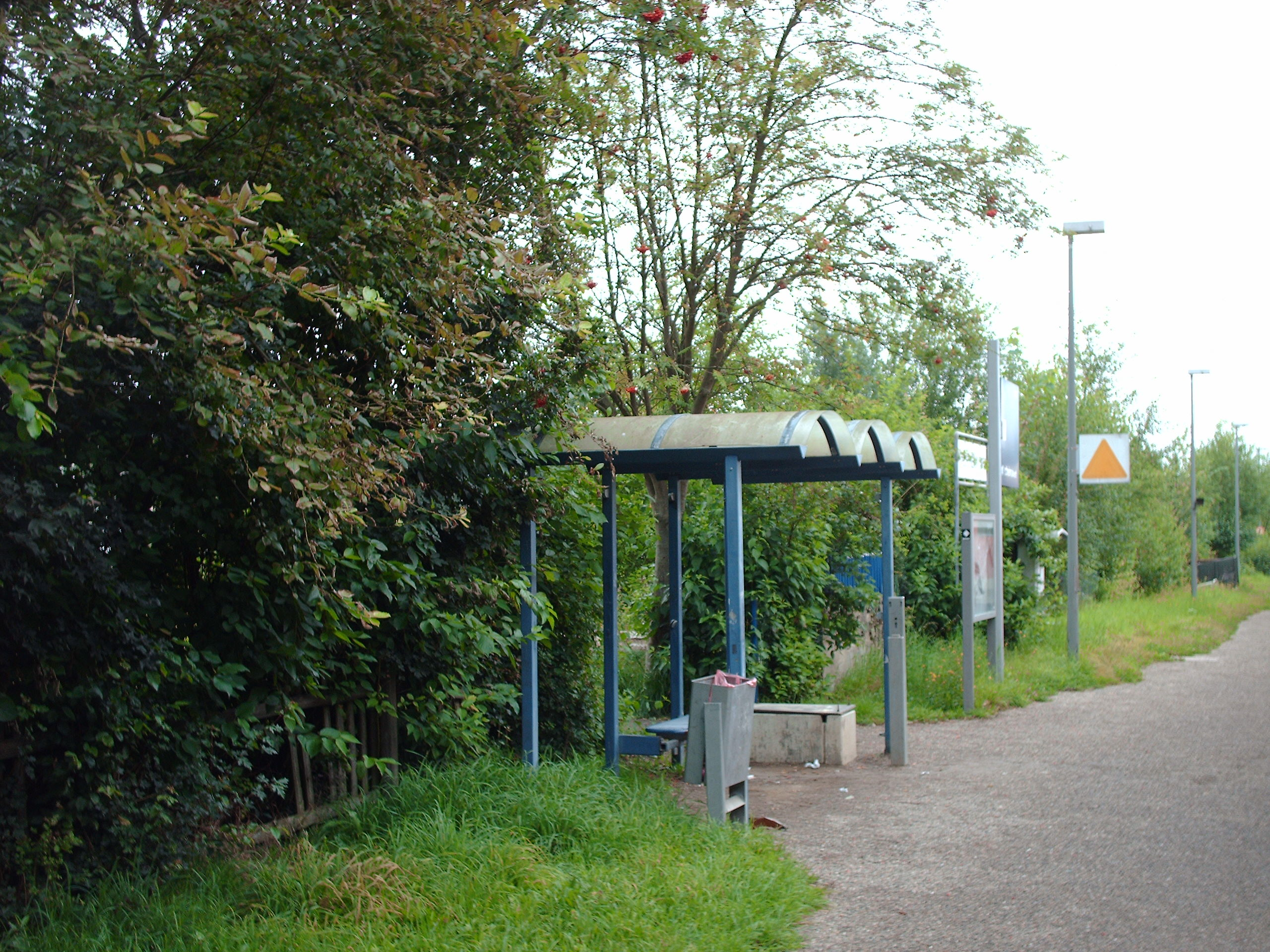
Haltepunkt Westheim (Westf)

An der Oberen Ruhrtalbahn Schwerte–Warburg, die am 10. Februar 1873 in Betrieb genommen wurde, hat der Ort den Bahnhof Westheim (Westf).
Der Streckenabschnitt östlich von Brilon Wald wurde am 18. Juli 1984 auf eingleisigen Betrieb umgestellt und der Westheimer Bahnhof wurde zum einfachen Haltepunkt.
Das östliche Stellwerk, 1909 erbaut, wurde ab 1985 von einem Eisenbahnverein genutzt und als Eisenbahnmuseum eingerichtet.
Im Jahr 1987 zerstört ein Dachstuhlbrand das giebelständige Empfangsgebäude aus dem Jahr 1872, das über einen flacheren, traufständigen Fachwerkanbau verfügte, der als Güterschuppen genutzt wurde.
Derzeit steht nur noch ein Unterstand zur Verfügung.
Die Strecke wird stündlich von RE-Zügen des Sauerland-Expresses zwischen Hagen und Warburg bedient.
| Linie | Verlauf | Takt                                                                             |
| ----- | --- | -------------------------------------------------------------------------------- |
| RE 17 | Sauerland-Express: Hagen Hbf – Schwerte (Ruhr) – Fröndenberg – Wickede (Ruhr) – Neheim-Hüsten – Arnsberg – Oeventrop – Freienohl – Meschede – Bestwig – Olsberg – Brilon Wald Linienast 1: – Brilon Stadt Linienast 2: – Hoppecke – Messinghausen – Beringhausen – Bredelar – Marsberg – Westheim (Westf) – Scherfede – Warburg (Westf) Linienast 3: – Willingen Stand: Fahrplanwechsel Dezember 2024 | 60 min Hagen – Brilon Stadt morgens Hagen – Warburg Clubsaison Hagen – Willingen |

### Unternehmen
1862 wurde die Brauerei Westheim gegründet, noch heute ein wichtiger Betrieb im Ort.
1906 baute Wilhelm Holtey ein Wasserkraftwerk und versorgte ganz Westheim mit Gleichstrom.
Westheim verfügt über Handels- und Gewerbebetriebe zur Versorgung der Bewohner und Besucher. Neben Arzt, Apotheke, Friseur, zwei Bankfilialen, Gastronomiebetrieben, Bekleidungsgeschäften etc. gibt es südlich der B7 ein 8,4 ha großes Industrie- und Gewerbegebiet.

## Persönlichkeiten
- Joseph Theodor zu Stolberg-Stolberg (1804–1859), Besitzer des Gutes Westheim, Landrat des Kreises Büren, Mitglied der preußischen Nationalversammlung, erster Präsident des Bonifatiusvereins
- Hermann Joseph zu Stolberg-Stolberg (1854–1925), Besitzer des Gutes Westheim, Unternehmer und Politiker
- Albert Schöndorff (1870–1942), Unternehmer, Kommunalpolitiker und Gründungsmitglied der Wohnungsgenossenschaft Düsseldorf-Ost, NS-Opfer
- Christoph Graf zu Stolberg-Stolberg (1888–1968), Generalmajor
- Hermann von Höxter (um 1370–1396), Medizinprofessor in Heidelberg